# Pau Tonnesen
Pau Gaspar Tonnesen Ricart (Tempe, EE. UU., 24 de octubre de 1992) es un atleta español especializado en el decatlón.

## Biografía y Carrera Deportiva
De padre estadounidense y madre española, desde abril de 2015 representa a España en competiciones deportivas. Estudia en la Universidad de Arizona.
El 11 de junio de 2015, elevó su récord de decatlón de 7823 a 8247 puntos, superando su anterior mejor marca en 8 de los 10 eventos en los Campeonatos de la NCAA en Eugene.
En julio de 2015 debutó con la selección española en la Copa de Europa de Combinadas, celebrada en la localidad polaca de Inowroclaw. Obtuvo el segundo puesto con 7841 puntos.
En agosto de 2015 compitió en el Campeonato Mundial de Atletismo de 2015 de Pekín, quedando en la 18.ª posición.
En agosto de 2016 participó en los Juegos Olímpicos de Río de Janeiro 2016  quedando en la 17.ª posición, con una puntuación de 7982 puntos.

## Marcas personales
| Fecha | Prueba                               | Marca   |
| ----- | ------------------------------------ | ------- |
| 2015  | Decatlón                             | 8247    |
| 2016  | Heptatlón (pista cubierta)           | 6027    |
| 2016  | 60 m (pista cubierta)                | 7,25    |
| 2015  | 100 m                                | 11,26   |
| 2015  | 200 m                                | 22,97   |
| 2015  | 400 m                                | 50,24   |
| 2016  | 1500 m                               | 4:38,20 |
| 2017  | 60 mv (pista cubierta)               | 8,13    |
| 2017  | 110 mv                               | 14,30   |
| 2013  | Salto de altura                      | 2,13    |
| 2014  | Salto de altura (pista cubierta)     | 2,15    |
| 2018  | Salto con pértiga                    | 5,55    |
| 2016  | Salto con pértiga (pista cubierta)   | 5,53    |
| 2017  | Salto de longitud                    | 7,53    |
| 2016  | Salto de longitud (pista cubierta)   | 7,54    |
| 2015  | Lanzamiento de peso                  | 15,17   |
| 2016  | Lanzamiento de peso (pista cubierta) | 14,74   |
| 2015  | Lanzamiento de disco                 | 46,48   |
| 2017  | Lanzamiento de jabalina              | 60,86   |